# 瓦尔特·库施
瓦尔特·库施（德語：Walter Kusch，1954年5月31日—），德国男子游泳运动员。他曾代表西德参加1972年和1976年夏季奥林匹克运动会游泳比赛，其中1976年奥运会获得一枚铜牌。